# Athlétisme aux Jeux de la solidarité islamique de 2013
Navigation
2005 2017
Les épreuves d'athlétisme des Jeux de la solidarité islamique de 2013 se déroulent du 25 au 29 septembre 2013 au Stade Gelora-Sriwijaya de Palembang, en Indonésie.

## Résultats

### Hommes
| Épreuve           | Or                                                                                | Or                | Argent                                                                   | Argent          | Bronze                                                                 | Bronze          |
| ----------------- | --------------------------------------------------------------------------------- | ----------------- | ------------------------------------------------------------------------ | --------------- | ---------------------------------------------------------------------- | --------------- |
| 100 m             | Reza Ghasemi (IRN)                                                                | 10 s 29           | Barakat al-Harthi (OMA)                                                  | 10 s 34         | Fahad al-Subaie (KSA)                                                  | 10 s 37         |
| 200 m             | Fahad al-Subaie (KSA)                                                             | 20 s 74           | Winston George (GUY)                                                     | 20 s 77         | Reza Ghasemi (IRN)                                                     | 20 s 96         |
| 400 m             | Yousef Masrahi (KSA)                                                              | 45 s 18           | Winston George (GUY)                                                     | 46 s 10         | Miloud Laredj (ALG)                                                    | 46 s 26         |
| 800 m             | Abdulaziz Ladan (KSA)                                                             | 1 min 43 s 86 CR  | Musaeb Abdulrahman Balla (QAT)                                           | 1 min 44 s 19   | İlham Tanui Özbilen (TUR)                                              | 1 min 45 s 65   |
| 1 500 m           | İlham Tanui Özbilen (TUR)                                                         | 3 min 39 s 69 CR  | Mohamed Moustaoui (MAR)                                                  | 3 min 40 s 91   | Fouad el-Kaam (MAR)                                                    | 3 min 41 s 20   |
| 5 000 m           | Hayle Ibrahimov (AZE)                                                             | 14 min 03 s 12 CR | Ali Kaya (TUR)                                                           | 14 min 04 s 59  | Othmane El Goumri (MAR)                                                | 14 min 07 s 59  |
| 10 000 m          | Ali Kaya (TUR)                                                                    | 29 min 36 s 64    | Mustapha El Aziz (MAR)                                                   | 29 min 50 s 64  | Hasan Mahboob (BHR)                                                    | 29 min 55 s 85  |
| 110 m haies       | Amir Shaker (IRQ)                                                                 | 13 s 89           |                                                                          |                 | Rayzam Shah Wan Sofian (MAS)                                           | 13 s 97         |
| 110 m haies       | Abdulaziz al-Mandeel (KUW)                                                        | 13 s 89           |                                                                          |                 | Rayzam Shah Wan Sofian (MAS)                                           | 13 s 97         |
| 400 m haies       | Abdelmalik Lahoulou (ALG)                                                         | 50 s 96           | Mehmet Güzel (TUR)                                                       | 51 s 66         | Andrian (INA)                                                          | 51 s 82         |
| 3 000 m steeple   | Tarık Langat Akdağ (TUR)                                                          | 8 min 28 s 79 CR  | Hamid Ezzine (MAR)                                                       | 8 min 37 s 46   | Tareq Mubarak Taher (BHR)                                              | 8 min 44 s 20   |
| 4 × 100 m         | Oman Fahad Al-Jabri Barakat al-Harthi Abdullah al-Sooli Mohammed Al-Saadi         | 39 s 72 CR        | Arabie saoudite Bandar Al-Kaabi Fahad Al-Subaie Humod Al-Wani Ahmed Faiz | 40 s 20         | Indonésie Yaspi Boby Sapwaturrahman Fadlin Fadlin Iswandi              | 40 s 37         |
| 4 × 400 m         | Arabie saoudite Ismail Al-Sabiani Mohammed al-Bishi Mazen Al-Yasen Yousef Masrahi | 3 min 03 s 70 CR  | Turquie Batuhan Altıntaş Halit Kiliç Mehmet Güzel İlham Tanui Özbilen    | 3 min 06 s 43   | Algérie Miloud Laredj Lyes Sabri Abdelmalik Lahoulou Mohamed Belbachir | 3 min 09 s 04   |
| 20 km marche      | Mabrook Saleh Mohamed (QAT)                                                       | 1 h 31 min 26 s   | Hakmal Lisauda (INA)                                                     | 1 h 34 min 23 s | Gabriel Ngintedem (CMR)                                                | 1 h 39 min 52 s |
| Saut en hauteur   | Keivan Ghanbarzadeh (IRN)                                                         | 2,20 m =CR        | Majededdin Ghazal (SYR)                                                  | 2,20 m          | Nauraj Singh Randhawa (MAS)                                            | 2,18 m          |
| Saut à la perche  | Mouhcine Cheaouri (MAR)                                                           | 5,10 m            | Mohsen Rabbani (IRN)                                                     | 5,00 m          | Mohamed Romdhana (TUN)                                                 | 4,90 m          |
| Saut en longueur  | Ahmed Faiz bin Marzouq (KSA)                                                      | 7,80 m            | Mohammad Arzandeh (IRN)                                                  | 7,70 m          | Saleh Al-Haddad (KUW)                                                  | 7,66 m          |
| Triple saut       | Tarik Bouguetaïb (MAR)                                                            | 16,29 m           | Mohamed Yusuf Salman (BHR)                                               | 15,90 m         | Aşkın Karaca (TUR)                                                     | 15,75 m         |
| Lancer du poids   | Sultan al-Hebshi (KSA)                                                            | 18,65 m           | Mashari Suroor (KUW)                                                     | 18,59 m         | Hüseyin Atıcı (TUR)                                                    | 18,56 m         |
| Lancer du disque  | Ehsan Haddadi (IRN)                                                               | 66,03 m CR        | Mohammad Samimi (IRN)                                                    | 62,15 m         | İrfan Yıldırım (TUR)                                                   | 59,97 m         |
| Lancer du marteau | Mostafa al-Gamal (EGY)                                                            | 77,73 m CR        | Ali Al-Zinkawi (KUW)                                                     | 76,68 m         | Dzmitry Marshin (AZE)                                                  | 70,52 m         |
| Lancer du javelot | Ihab el-Sayed (EGY)                                                               | 78,96 m CR        | Fatih Avan (TUR)                                                         | 78,15 m         | Ahmed El-Shabramsly (EGY)                                              | 69,02 m         |

### Femmes
| Épreuve           | Or                                                             | Or             | Argent                                                       | Argent         | Bronze                                                                  | Bronze         |
| ----------------- | -------------------------------------------------------------- | -------------- | ------------------------------------------------------------ | -------------- | ----------------------------------------------------------------------- | -------------- |
| 100 m             | Maryam Tousi (IRN)                                             | 11 s 67        | Nimet Karakuş (TUR)                                          | 12 s 11        | Komalam Shally Selvaratnam (MAS)                                        | 12 s 11        |
| 200 m             | Maryam Tousi (IRN)                                             | 23 s 72        | Komalam Shally Selvaratnam (MAS)                             | 25 s 16        | Abir Barkaoui (TUN)                                                     | 25 s 47        |
| 400 m             | Malika Akkaoui (MAR)                                           | 53 s 19        | Hasna Grioui (MAR)                                           | 54 s 88        | Mariatu Suma (SLE)                                                      | 55 s 27        |
| 800 m             | Malika Akkaoui (MAR)                                           | 2 min 06 s 97  | Siham Hilali (MAR)                                           | 2 min 07 s 29  | Tuğba Koyuncu (TUR)                                                     | 2 min 09 s 17  |
| 1 500 m           | Rababe Arafi (MAR)                                             | 4 min 19 s 27  | Siham Hilali (MAR)                                           | 4 min 19 s 79  | Betlhem Desalegn (UAE)                                                  | 4 min 20 s 09  |
| 5 000 m           | Maryam Yusuf Jamal (BHR)                                       | 16 min 15 s 70 | Betlhem Desalegn (UAE)                                       | 16 min 16 s 84 | Layes Abdullayeva (AZE)                                                 | 16 min 49 s 08 |
| 10 000 m          | Shitaye Eshete (BHR)                                           | 32 min 35 s 78 | Kenza Dahmani (ALG)                                          | 33 min 06 s 41 | Alia Saeed Mohamed (UAE)                                                | 33 min 44 s 12 |
| 100 m haies       | Dedeh Erawati (INA)                                            | 13 s 54        | Yamina Hjaji (MAR)                                           | 13 s 96        | Raja Nursheena (MAS)                                                    | 13 s 98        |
| 400 m haies       | Hayat Lambarki (MAR)                                           | 57 s 92        | Lamia Lhabz (MAR)                                            | 58 s 16        | Özge Akın (TUR)                                                         | 59 s 44        |
| 3 000 m steeple   | Amina Bettiche (ALG)                                           | 10 min 05 s 63 | Elif Karabulut (TUR)                                         | 10 min 07 s 79 | Salima Alami (MAR)                                                      | 10 min 08 s 06 |
| 4 × 100 m         | Turquie Saliha Özyurt Birsen Engin Sema Apak Nimet Karakuş     | 46 s 59        | Maroc Jamaa Chnaik Hayat Lambarki Lamiae Lhabze Yamina Hjaji | 47 s 18        | Oman Mazoon Al-Alawi Shinoona Al-Habsi Hiba Al-Asmi Buthaina Al-Yaqoubi | 49 s 20        |
| 4 × 400 m         | Maroc Hasna Grioui Malika Akkaoui Lamiae Lhabze Hayat Lambarki | 3 min 38 s 56  | Turquie Özge Akın Birsen Engin Esma Aydemir Sema Apak        | 3 min 53 s 26  | Oman Mazoon Al-Alawi Shinoona Al-Habsi Hiba Al-Asmi Buthaina Al-Yaqoubi | 4 min 30 s 09  |
| Saut en hauteur   | Burcu Yüksel (TUR)                                             | 1,80 m         | Sevim Sinmez Serbest (TUR)                                   | 1,65 m         | Maroua Najjar (TUN)                                                     | 1,65 m         |
| Saut à la perche  | Buse Arıkazan (TUR)                                            | 3,95 m         | Elmas Seda Fırtına (TUR)                                     | 3,85 m         | Nisrine Dinar (MAR)                                                     | 3,85 m         |
| Saut en longueur  | Jamaa Chnaik (MAR)                                             | 5,95 m         | Jihad Bakhechi (MAR)                                         | 5,89 m         | Sema Apak (TUR)                                                         | 5,71 m         |
| Triple saut       | Yekaterina Sariyeva (AZE)                                      | 13,28 m        | Jamaa Chnaik (MAR)                                           | 12,99 m        | Jihad Bakhechi (MAR)                                                    | 12,98 m        |
| Lancer du poids   | Leila Rajabi (IRN)                                             | 17,02 m        | Eki Febri Ekawati (INA)                                      | 14,00 m        | Elçin Kaya (TUR)                                                        | 13,21 m        |
| Lancer du disque  | Elçin Kaya (TUR)                                               | 53,33 m        | Dwi Ratnawati (INA)                                          | 47,14 m        | Raghad Al-Zubaidi (OMA)                                                 | 29,64 m        |
| Lancer du javelot | Eki Febri Ekawati (INA)                                        | 34,37 m        | Hiba Al-Asmi (OMA)                                           | 33,03 m        | Maroua Najjar (TUN)                                                     | 30,76 m        |

## Légende
Records et Performances
- AR : Record continental (area record)
- CR : Record des championnats (championship record)
- MR : Record du meeting (meet record)
- NR : Record national (national record)
- OR : Record olympique (olympic record)
- PR : Record paralympique (paralympic record)
- PB : Record personnel (personal best)
- SB : Meilleure performance personnelle de la saison (season's best)
- WL : Meilleure performance mondiale de l'année (world leader)
- WJR : Record du monde junior (world junior record)
- WR : Record du monde (world record)

Circonstances et Conditions
- DNF : N'a pas terminé (did not finish)
- DNS : N'a pas pris le départ (did not start)
- DQ : Disqualification (disqualification)
- NM : Aucun essai valable enregistré (No Mark)
- Q : Qualifié « directement » au prochain tour (ou à la prochaine compétition), lors d'une compétition majeure, grâce au classement ou à la réalisation des minima (automatic qualifier)
- q : Qualifié au prochain tour (ou à la prochaine compétition), lors d'une compétition majeure, grâce au repêchage ou à la réalisation de l'une des meilleures performances parmi celles des « non qualifiés directement » (grâce au meilleur temps ou à la meilleure distance par exemple) (secondary qualifier)